# Űrtávközlés
Az űrtávközlés feladata az irányítóközpontok és az űreszközök közötti vagy két földi állomás közötti kommunikáció műhold segítségével. A rendszer mindenképpen aszimmetrikus, mivel az űreszközök mérete, és tömege erősen korlátozott, a földi eszközök mérete jóval kevésbé korlátozott.
A rendszer földi szegmensre és űrszegmensre tagolandó.
Az űrszegmens része a földi irányítóközpont is. A földi vevőállomás különálló adó és vevő részre bontható, amely azonban egy egységbe épül. Egy ilyen állomás lehet fix, vagy mobil. A Földről a műholdra irányuló sugarat uplinknek, míg a visszafelé irányút downlinknek nevezik. A műhold szerkezete fogja egybe a tápegységet, a rakétahajtóművet, a hőszabályzóegységet, a műholdat irányító egységet, valamint magát a hasznos terhet, amely az antennákat és a jeltovábbító egységet jelenti.
Az űrtávközlésben használt vivőfrekvenciákat nemzetközi szabványok írják elő, szokásos értékük 3..31GHz közötti mikrohullám.

## Elérhetőség
Egy műhold antennája által lefedett terület lehet globális, zónás, pontszerű. A műholdpályák alapján elliptikus, cirkuláris, geostacionárius lehet a pálya. Az űrtávközlésben a geostacionárius műholdakat alkalmazzák főként, mivel ilyenkor a földi állomás a műholdat mindig az ég egy adott pontján "látja", valamint a műhold a Föld csaknem feléről látható.

## Előnyök
Az űrtávközlés alkalmazásának előnyei:
- olcsó földi állomás (akár mobil is),
- egyszerre a Föld jelentős része belátható, ebből fakadóan egyszerre több vevőt is kiszolgálhat(amelyet többnyire frekvencia-osztással, időosztással egyensúlyoznak).

## Hátrányok
Az űrtávközlés alkalmazásának hátrányai:
- lehallgathatóság,
- nagy késleltetési idő.